# ناحیه ادامز، شهرستان نماها، کانزاس
ناحیه ادامز، بخش نماها، کنساس (به انگلیسی: Adams Township, Nemaha County, Kansas) در ایالات متحده آمریکا است که در کانزاس واقع شده‌است.

## خصوصیات
ناحیه ادامز ۹۳٫۴ کیلومترمربع مساحت و ۲۱۳ نفر جمعیت دارد و ۳۶۸ متر بالاتر از سطح دریا واقع شده‌است.